# A vuestros cuerpos dispersos
A vuestros cuerpos dispersos (To your scattered bodies go) es una novela de ciencia ficción del escritor Philip José Farmer, ganadora del Premio Hugo el año 1972. Es el primer tomo de la Saga del Mundo del Río.
Esta novela refiere como Richard Francis Burton fallece en 1890. Inmediatamente despierta en medio de millones de cuerpos flotando en la nada, pero antes de poder descubrir qué es lo que sucede, es dormido nuevamente por unas criaturas presuntamente extraterrestres.
Despierta luego a orillas de un río que corre entre escarpadas montañas, junto con diversos seres humanos de la más distinta extracción. Mientras todos se extrañan y maravillan de su segunda vida, Burton recuerda el incidente entre su "muerte" y su "resurrección", y se propone alcanzar las fuentes del río (así como en vida ha intentado alcanzar las fuentes del Nilo). En este periplo se hace amigo del cavernícola Kazz, de la tocariana Loghu, del extraterrestre Monat, y de Alice (la misma protagonista de Alicia en el país de las maravillas, de Lewis Carroll). Sin embargo, termina por perecer accidentalmente, no sin poder quitarse de encima a un molesto Hermann Goering.
Poco a poco, Burton llega a la convicción de que el río abarca todo el planeta, y a lo largo del mismo han sido resucitados todos los 36.000 millones de seres humanos que han existido desde los tiempos del titántropo (una misteriosa raza primitiva) hasta el año 2008, en que un desafortunado incidente con la raza de Monat ha aniquilado a la Humanidad. Sin embargo, a medida que va averiguando más datos sobre los Éticos (denominación que se le otorga a los misteriosos individuos que han resucitado a la Humanidad), Burton se hace más peligroso para éstos, por lo que comienza una mortal carrera para mantenerse fuera de su alcance.
Finalmente, un misterioso Ético renegado revela a Burton que el regalo de la resurrección en realidad es parte de un inhumano experimento, después del cual los humanos serán simplemente eliminados. A su vez, Burton es capturado por los Éticos mismos, quienes le revelan que el Ético renegado miente a los seres humanos para llevarlos a la perdición. Devuelto al Mundo del Río, y sin saber a ciencia cierta si debe creer a los Éticos, o al Ético renegado, Burton se resuelve a alcanzar definitivamente el origen del río, para descubrir la verdad por sí mismo.
| Predecesor                  | Premios de A vuestros cuerpos dispersos | Sucesor                            |
| --------------------------- | --------------------------------------- | ---------------------------------- |
| Mundo Anillo de Larry Niven | Premio Hugo a la mejor novela (1972)    | Los propios dioses de Isaac Asimov |

- Datos: Q2502043